# Kesalur, Tirthahalli
Kesalur là một làng thuộc tehsil Tirthahalli, huyện Shimoga, bang Karnataka, Ấn Độ.